# Carl Benedicks
Carl Axel Fredrik Benedicks, född den 27 maj 1875 i Stockholm, död den 16 juli 1958 i Adolf Fredriks församling i Stockholm, var en svensk metallograf och fysiker av släkten Benedicks. Han var halvbror till Gustaf Benedicks.
Benedicks blev 1893 student, 1904 filosofie doktor och samma år docent i fysikalisk kemi – allt i Uppsala. Han var 1910–1922 till professor i fysik vid Stockholms högskola och var 1920–1935 föreståndare för Metallografiska institutet i Stockholm, för vilket han var initiativtagare. Han utförde arbeten i geologi, mineralogi, kemi, fysik, astronomi och matematik. Han torde vara den förste, som påvisade möjligheten av ultramikroskopiska metallstrukturer och deras betydelse i teoretiskt och praktiskt hänseende. Han kunde även fullständigt återskapa naturligt meteorjärn. Från 1916 utförde han en serie undersökningar inom termoelektricitet. Han blev 1919 ledamot av Ingenjörsvetenskapsakademin, blev 1922 ledamot av Vetenskapssocieteten i Uppsala och blev 1924 ledamot av Vetenskapsakademien. Carl Benedicks är begravd på Uppsala gamla kyrkogård.